# Home (Touboro)
Pour les articles homonymes, voir Home.
Home est un village du nord du Cameroun, situé dans la région du Nord. Il fait partie du département du Mayo-Rey, un des quatre départements de cette région. Administrativement, il est intégré à la commune de Touboro, une des quatre communes du département, et au lamidat de Rey-Bouba.

## Population
Lors du recensement de la population réalisé par le Bureau central des recensements et des études de population (BUCREP) en 2005, Home comptait 1091 habitants.